# لوئیجی سیمونی
لوئیجی سیمونی (ایتالیایی: Luigi Simoni؛، ۲۲ ژانویه ۱۹۳۹ کروالکوره – ۲۲ مه ۲۰۲۰ پیزا)، بازیکن و مربی سابق فوتبال، اهل ایتالیا بود.
از باشگاه‌هایی که در آن بازی کرده‌است می‌توان به ناپولی، جنوا، یوونتوس، فیورنتینا، برشا و تورینو اشاره کرد.
او در تعداد زیادی از باشگاه‌ها مربیگری کرده‌است که از میان آن‌ها می‌توان به جنوا، برشا، لاتزیو، ناپولی و اینتر میلان اشاره کرد. سیمونی در سال ۱۹۹۸ به همراه باشگاه اینتر میلان، قهرمان جام یوفا شد.

## افتخارات

### بازیکن
ناپولی
- کوپا ایتالیا: ۶۲–۱۹۶۱

### سرمربی
اینتر
- جام یوفا: ۹۸–۱۹۹۷

### انفرادی
- Panchina d'Oro (۱): ۱۹۹۷–۹۸[۲]